# Gandalf
Gandalf ([ˈɡændɑːlf]), por vezes Gandalf o Cinzento ou Gandalf o Branco é um personagem fictício das obras do autor, professor e filólogo britânico J. R. R. Tolkien. Gandalf é um Mago Istari, pertencente à raça dos Maiar, espírito angelical do mundo tolkienano, e costumava andar com Nienna com quem aprendeu a paciência e a compaixão (Silmarillion), mas diz-se que era conselheiro de Irmo Lórien. Foi à Terra-média, incorporando um velho, para ser um dos conselheiros dos homens e impedir que a escuridão voltasse.
Durante a Terceira Era da Terra-média, foi realizada uma reunião entre os Valar em Aman sobre o que fazer com relação à Terra-média, pois os Valar ainda se preocupavam com o destino de Arda. A conclusão da reunião foi enviar seres de sua elevada ordem para combater na Terra-média. Só que estes não poderiam se apresentar na sua forma de poder e esplendor que apresentam em Valinor, teriam que ir em corpos mortais. Foram então selecionados cinco Maiar para a viagem. Como líder foi escolhido Curunnír, conhecido por Saruman, sendo este o primeiro a desembarcar nos Portos Cinzentos. Além deste, outros dois "magos", Alatar e Pallando, ou Magos Azuis, também desembarcaram. Por Yavanna, foi enviado um que chamavam de Radagast, e Manwë escolheu Olórin (Mithrandir para os elfos e Gandalf para os homens), pois possuía muita estima por este. Gandalf foi o último a desembarcar, e Círdan, Senhor dos Portos, logo percebeu que ele deveria ser o mais importante e lhe entregou o Anel de Fogo, Narya, para que Gandalf fosse seu novo guardião.
O personagem aparece em todas as obras de Tolkien relacionadas ao mundo de Arda, incluindo O Hobbit (1937), A Sociedade do Anel (1954), As Duas Torres (1954), O Retorno do Rei (1955), O Silmarillion (1977) e Contos Inacabados (1980).

## Enredo
Depois de chegarem à Terra-média, cada Istari (criaturas de grande poder descendente do grande Aman, que agem como protetores e conselheiros dos povos da Terra-média) seguiu sua missão conforme melhor lhe pareceu, mas Gandalf foi o único a se manter fiel a ela durante todo o tempo em que esteve na Terra-média. Todas as suas viagens e pesquisas estavam centradas no objetivo de conseguir informações sobre uma forma de derrotar Sauron em seu possível retorno.
No ano do Condado de 2941, Thorin Escudo de Carvalho, Rei dos Anões no exílio, é procurado por Gandalf com a intenção de montar uma expedição para recuperar o tesouro dos Anões e o Reino Sob a Montanha que ficava em Erebor, a Montanha Solitária. Esses haviam sido tomados por Smaug, o último dos grandes dragões da Terra-média. Gandalf planeja a expedição a Erebor com uma equipe composta por ele, Thorin, 12 outros anões e um hobbit chamado Bilbo Bolseiro. O grupo alcança com sucesso seu objetivo e recupera o tesouro dos anões e o Reino sob a Montanha. Além disso, Smaug é morto pela Flecha Negra de Bard. Dessa forma, Gandalf consegue seu maior intento que era eliminar um grande inimigo que poderia ser usado por Sauron durante a Guerra do Anel. Durante a viagem até Erebor, Bilbo se apossa do Um Anel. Esse havia sido feito por Sauron para dominar os outros Anéis que haviam sido dados aos Homens, aos Elfos e aos Anões. O Anel estava com a criatura Gollum, que residia dentro das Montanhas Sombrias. Bilbo acha o Anel perdido no chão e depois conquista o direito de sair da toca da criatura Gollum após ganhar um jogo de adivinhações proposto pela própria criatura. Gollum não admite perder o jogo e planeja matar Bilbo que foge com o auxílio do Anel que dá a invisibilidade ao usuário. Bilbo carrega o Anel consigo durante toda a viagem e depois também de volta ao Condado, permanecendo com ele durante 60 anos.
Desde que chegou à Terra-média, Gandalf sempre teve um interesse especial pelos Hobbits por achar que "eles eram feitos de um material mais resistente do que aparentavam". Os acontecimentos narrados em O Hobbit e em O Senhor dos Anéis provaram que ele estava correto.
No ano do Condado de 3001, Bilbo realiza sua festa de despedida pois, já velho, tem a intenção de ir passar seus últimos anos em Valfenda junto com Elrond e os outros elfos. Após a festa, Gandalf convence Bilbo a deixar o Anel para seu sobrinho Frodo. Gandalf havia descoberto que o Anel que Bilbo carregava era o Um Anel de Sauron e após contar sua história para Frodo esse se oferece para levá-lo até Valfenda, onde será decidido o que será feito dele.
Gandalf tem participação decisiva no Conselho de Elrond que decidiu o destino do Anel. Sua opinão de que a única solução era a destruição do Um foi aceita por todos. Ele então lideraria uma comitiva que levaria o Anel e Frodo se ofereceu mais uma vez para levá-lo até a Montanha da Perdição para ser lançado no seu interior, nas Fendas da Perdição. Essa seria a única forma de destruir o Anel.
Enquanto Gandalf conduzia a Comitiva do Anel, ele se deparou, em um dos salões dos Anões de Moria, com um Balrog, a Ruína de Durin, para nós um demônio do mundo antigo (uma referência à Primeira Era) que eram os maiores servos de Morgoth (Melkor), o antigo senhor de Sauron. Travando uma curta luta, ele acaba caindo juntamente com o seu adversário na escuridão de Khazad-dûm (Khazad-dûm é como os anões chamam Moria, em seu idioma (Khuzdûl)).
Eles lutam até caírem nas profundezas da montanha, que possuía um grande lago. Sem ter para onde ir, Gandalf se agarrou ao calcanhar do Balrog, e este encontrou fendas criadas por criaturas muito primitivas e foi subindo pela Escada Interminável até a Torre de Durin, no pico mais alto das Montanhas Sombrias, onde Gandalf tornou a lutar com ele até derrotá-lo. No entanto, a exaustão fez com que o mago morresse em seguida, indo para os Salões de Mandos, e o Valar (espírito "angelical" superior) permite a Gandalf que volte no mesmo corpo para cumprir sua missão na Terra-média. Renasce, então, e é levado por Gwaihir, Senhor das Águias, até Lothlórien, onde Galadriel manda seus elfos o vestirem de branco, tornando-se Gandalf, o Branco.
O Mago Branco é, por excelência, o líder da ordem dos Istari, os magos. O antigo Mago Branco, Saruman, senhor de Orthanc, foi corrompido pelo desejo de possuir o Um anel. Em Orthanc, na companhia do rei Théoden de Rohan, Gandalf, o Branco, quebrou o cajado de Saruman, impedindo-o de usar seus poderes.
Após uma luta épica, Sauron é derrotado. Depois dela, Gandalf volta a Valinor, para onde leva Bilbo e Frodo, "doentes" por terem portado o Um Anel. Dizem que também Samwise Gamgi, o escudeiro e amigo fiel de Frodo partiu para Valinor no último navio Noldor junto com Círdan, Senhor dos Portos Cinzentos.

## Adaptações

Ian McKellen no papel de Gandalf no filme The Hobbit: An Unexpected Journey.

Nas dramatizações da BBC Radio, Gandalf foi dublado por Norman Shelley em O Senhor dos Anéis (1955-1956), Carvic Heron em O Hobbit, de 1968, Bernard Mayes em O Senhor dos Anéis (1979) e Sir Michael Hordern em O Senhor dos Anéis, de 1981.
John Huston dublou Gandalf nos filmes de animação The Hobbit (1977) e The Return of the King (1980) produzidos pela Rankin/Bass. William Squire dublou Gandalf no filme de animação O Senhor dos Anéis (1978), dirigido por Ralph Bakshi. Gandalf foi retratado por Vesa Vierikko na minissérie de televisão finlandesa Hobitit (1993).
Ian McKellen interpretou Gandalf na trilogia cinematográfica O Senhor dos Anéis (2001-2003) dirigida por Peter Jackson, embora Sean Connery também tivesse sido escalado para o papel e McKellen nunca tinha lido nenhum dos trabalhos de Tolkien. A maquiagem e figurinos foram baseados em desenhos de John Howe e Alan Lee. De acordo com Jackson, McKellen personificou Tolkien no papel.
Ouvimos gravações de áudio de Tolkien lendo trechos de O Senhor dos Anéis. Vimos algumas entrevistas da BBC com ele — há algumas entrevistas com Tolkien —, e Ian baseou seu desempenho em uma imitação de Tolkien. Ele estava literalmente baseando Gandalf no autor. Ele parece o mesmo, ele usa os padrões de fala e seus maneirismos nascem da mesma rugosidade da filmagem de Tolkien. Assim, Tolkien seria reconhecido no desempenho de Ian.
Pelo primeiro filme, McKellen foi indicado para o Oscar de Melhor Ator Coadjuvante. Ele reprisou seu papel nos filmes The Hobbit: An Unexpected Journey, de 2012, e suas duas sequências, The Hobbit: The Desolation of Smaug e The Hobbit: The Battle of the Five Armies, respectivamente em 2013 e 2014.
Gandalf faz uma aparição na animação de 2014 The Lego Movie, dublado por Todd Hansen.